# Nemeti

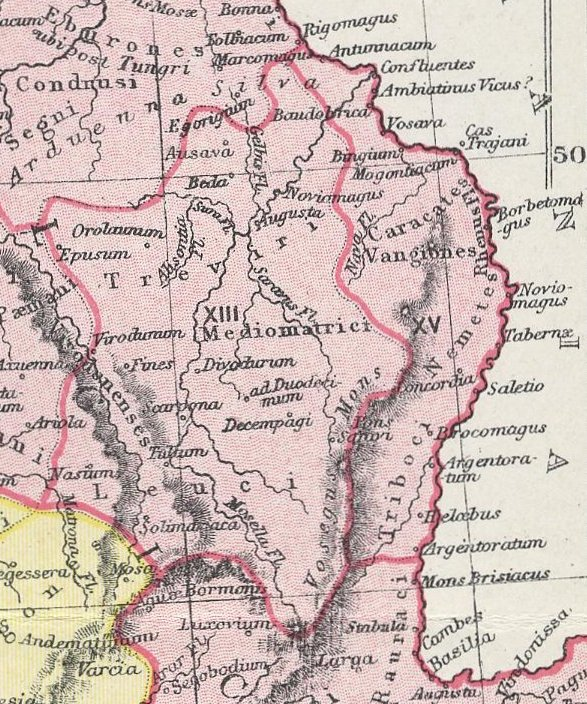
Una mappa della Gallia orientale che mostra i Nemeti a destra, lungo il Reno.

I Nemeti erano una tribù insediata lungo l'Alto Reno da Ariovisto nel I secolo a.C. La loro capitale, Noviomagus Nemeton (o Civitas Nemetum), era situata vicino alla moderna Spira.
La loro area di insediamento era la zona di contatto tra i Galli e i Germani. Secondo Tacito, i Nemeti erano "indiscutibilmente germanici". Il nome della tribù, tuttavia, è celtico in quanto il nome della sua città principale Noviomagus è composto da noviios "nuovo" e magos "pianura", "mercato" (simile al gallese maes "campo", e all'antico irlandese mag "pianura"), così come quelli di diversi dei venerati nel loro territorio, tra cui Nemetona, che si ritiene essere la loro divinità eponima. Entrambi questi nomi si ritiene siano derivati dalla radice celtica nemeto-, "boschetto sacro".
Nel Commentarii de bello Gallico Cesare scrive che la foresta Ercinia «inizia alle frontiere degli Elvezi, Nemeti e Raurici, e si estende in linea retta lungo il fiume Danubio fino ai territori dei Daci e degli Anarte». Il territorio sulla sponda sinistra del Reno al tempo di Cesare e Strabone apparteneva ai Mediomatrici, ma i Nemeti attraversarono il fiume e vi si stabilirono qualche tempo dopo. Sotto l'organizzazione amministrativa romana della Gallia, i Nemeti costituivano una civitas della provincia dell'Alta Germania con un territorio relativamente piccolo che si estendeva dal Reno alla Foresta del Palatinato e avevano un centro amministrativo a Spira. Tolemeo cita Neomagus e Rufiniana come le città dei Nemeti. Si ritiene anche che Saletio (l'odierna Seltz) appartenesse ai Nemeti.
I Nemeti combatterono al fianco dei Romani e dei Vangioni contro i Catti quando questi invasero nel 50 d.C.
Secondo alcuni studiosi, dai Nemeti è derivato il nome utilizzato da alcune lingue moderne per indicare la Germania e il popolo tedesco (in romeno nemți/neamț, in ungherese német(ek), in russo немцы?, nyemtsy, in polacco Niemcy, in ceco Němci).